# Gallirallus torquatus
Gallirallus torquatus е вид птица от семейство Rallidae.

## Разпространение
Видът е разпространен в Индонезия и Филипините.